# Юдин, Дмитрий Александрович
Дми́трий Алекса́ндрович Ю́дин (22 октября [3 ноября] 1849 — не ранее 1915) — русский генерал-майор полевой пешей артиллерии, участник Русско-турецкой войны (1877—1878) и Ахал-текинской экспедиции (1880—1881), литератор.

## Биография
Дмитрий Юдин родился 22 октября 1849 года. Православного вероисповедания. Общее образование получил в домашних условиях. На службу поступил 28 августа 1868 года. С 21 июля 1870 года ― подпоручик армейской пехоты, а 15 марта 1873 года присвоен чин поручика. С 25 ноября того же года ― подпоручик от артиллерии, а с 29 декабря ― поручик. 9 декабря 1876 года произведён в штабс-капитаны.
Во время Русско-турецкой войны 1877―1878 годов Юдин находился в составе Эриванского отряда действовавшего на кавказском театре военных действий. Командовал одним из взводов 4-й батареи 19-й артиллерийской бригады. Неоднократно отличался в столкновениях с противником. Во время ожесточённого боя в Даярском ущелье 9 июня 1877 года, когда крупные турецкие силы теснили русские части, взвод штабс-капитана Юдина, поднявшись на отрог Карханэ и сам оказавшись под сильным огнём неприятельской артиллерии, длительное время картечным огнём удерживал натиск турецкой пехоты до прибытия подкрепления. 28 июня во время освобождения баязетского гарнизона русская пехота и казаки столкнулись с трудностями при штурме так называемой Старой крепости, находившейся на одной из возвышенностей г. Баязета. Чтобы к ней подойти, следовало преодолеть большой участок открытой местности, обстреливаемой многоярусным огнём противника. Чтобы дать русским частям возможность штурмовать Старую крепость без излишних потерь, Юдин перекатил одно из орудий в сам город и, заняв удобную позицию на расстоянии 250 сажень от крепости, открыл меткий шрапнельный огонь по неприятельским позициям. После каждого орудийного выстрела, когда защитники крепости скрывались за её стенами в ожидании разрыва, штурмующие, пользуясь моментом, короткими перебежками приближалась к турецким позициям, после чего вновь залегали в ожидании очередного выстрела орудия Юдина. Данным методом штурмующие части добрались до цели и штыковой атакой выбили противника с занимаемых им позиций. Это послужило сигналом к наступлению на город центра Эриванского отряда. Сразу после этого Юдин сосредоточил огонь по турецким батареям, находившимся на других позициях. Другое орудие Юдина, оставленное им у подошвы горы Кизил-дага, своим огнём сдержало курдскую конницу, пытавшуюся прорваться к городу по одному из ущелий. 9 ноября 1877 года за боевые отличия ему был присвоен чин капитана, а также был награждён орденом Св. Владимира 4-й степени с мечами и бантом.
Юдин принял участие в Ахал-текинской экспедиции 1880―1881 годов, за действия в которой был награждён в 1882 году орденами Св. Станислава с мечами и Св. Анны 2-х степеней. В 1886 году окончил Офицерскую артиллерийскую школу. 6 сентября 1889 года ему был присвоен чин подполковника с назначением на должность командира 2-й батареи 5-й резервной артиллерийской бригады. С 31 мая 1895 года ― командир 4-й батареи той же бригады. 1 апреля 1899 года произведён в полковники с назначением на должность командира 1-го дивизиона 27-й артиллерийской бригады, а 2 марта 1905 года назначен командующим той же арт. бригады. 1 марта 1906 года присвоен чин генерал-майора (со старшинством от 22 апреля 1907 г.) по полевой пешей артиллерии.
13 августа 1908 года уволился от службы в отставку по домашним обстоятельствам с мундиром и пенсией. Проживал в Санкт-Петербурге (14-я линия Васильевского острова, 37).

## Награды
- Орден Святой Анны 3-й степени с мечами и бантом (1878)
- Орден Святого Владимира 4-й степени с мечами и бантом (1878)
- Орден Святого Станислава 2-й степени с мечами (1882)
- Орден Святой Анны 2-й степени (1882)
- Орден Святого Владимира 3-й степени (1906)